# 藤田村 (和歌山県)
藤田村（ふじたむら）は、和歌山県日高郡にあった村。現在の御坊市藤田町各町にあたる。

## 地理
- 山岳：八幡山、城ヶ峰
- 河川：日高川、北吉田川

## 歴史
- 1889年（明治22年）4月1日 - 町村制の施行により、藤井村・吉田村の区域をもって発足。
- 1954年（昭和29年）4月1日 - 御坊町・湯川村・野口村・名田村・塩屋村と合併して御坊市が発足。同日藤田村廃止。

## 交通

### 鉄道路線
- 日本国有鉄道
  - 紀勢西線（現・紀勢本線）
    - 道成寺駅